# Семово (Смоленская область)
Семово — деревня в Вяземском районе Смоленской области России. Входит в состав Каснянского сельского поселения. 
Расположена в восточной части области в 17 км к северу от Вязьмы, в 3 км западнее автодороги Р134 «Старая Смоленская дорога» Смоленск — Дорогобуж — Вязьма — Зубцов, на берегу реки Вязьма. В 8 км восточнее деревни расположена железнодорожная станция Меркучево на линии Вязьма — Ржев. 

## История
В годы Великой Отечественной войны деревня была оккупирована гитлеровскими войсками в октябре 1941 года, освобождена в марте 1943 года.